# تاپسیا کولا
تاپسیا کولا یک نوشابه با چاشنی کولا است که در ایران توسط شرکت آب‌های معدنی دماوند ساخته می‌شود.